# Mark Fenton
Mark Fenton est un acteur américain du cinéma muet né à Crestline (Ohio) le 11 novembre 1866 et décédé le 29 juillet 1925 à Los Angeles (Californie) des suites d'un accident de voiture.
Mark Fenton se trouvait à bord de l'automobile conduite par Murdock MacQuarrie, lorsque celle-ci fut violemment percutée par un autre véhicule. Fenton dut subir une grave opération, durant laquelle il fut amputé de la jambe droite. Il décéda à la suite du choc et d'une énorme perte de sang.

## Filmographie sélective
- 1915 : The Campbells Are Coming de Francis Ford
- 1916 : The Money Lenders d'Henry MacRae
- 1916 : The Mark of Cain de Joseph De Grasse : le père de Dick
- 1916 : The Adventures of Peg o' the Ring  de Francis Ford et Jacques Jaccard (serial, 15 épisodes) : Dr. Lund Senior
- 1917 : John Ermine of Yellowstone de Francis Ford : Colonel Searles
- 1918 : The Kaiser, the Beast of Berlin de Rupert Julian
- 1919 : À la frontière (A Fight for Love) de John Ford : Angus McDougal
- 1919 : The Mystery of 13 de Francis Ford : John Green
- 1920 : L'Obstacle (Hitchin' Posts) de John Ford : Colonel Brereton
- 1920 : The Prince of Avenue A de John Ford : le père O'Toole
- 1921 : The Wallop de John Ford : le major Vorhis
- 1921 : Eugénie Grandet de Rex Ingram : Monsieur des Grassins
- 1921 : Life's Darn Funny de Dallas M. Fitzgerald
- 1922 : Too Much Business de Jess Robbins : Robert Gray
- 1922 : The Yellow Stain de John Francis Dillon
- 1923 : Truxton King de Jerome Storm
- 1924 : Cœur de chien (Black Lightning) de James Patrick Hogan
- 1924 : Le Glaive de la loi (Name the Man) de Victor Sjöström : Le policier Cain